# Campeonato de la PGA 2017
El Campeonato de la PGA 2017 fue la edición número 99.ª, celebrada entre el 10 y el 13 agosto en el Quail Hollow Club en Charlotte, Carolina del Norte. Esta fue la primera en importancia en el Quail Hollow, que era una parada regular en el PGA Tour.

## Campo
| Hoyo   | 1   | 2   | 3   | 4   | 5   | 6   | 7   | 8   | 9   | Ida  | 10  | 11  | 12  | 13  | 14  | 15  | 16  | 17  | 18  | Vuelta | Total |
| ------ | --- | --- | --- | --- | --- | --- | --- | --- | --- | ---- | --- | --- | --- | --- | --- | --- | --- | --- | --- | ------ | ----- |
| Yardas | 524 | 452 | 483 | 184 | 449 | 249 | 546 | 346 | 505 | 3738 | 592 | 462 | 456 | 208 | 344 | 577 | 506 | 223 | 494 | 3862   | 7,600 |
| Par    | 4   | 4   | 4   | 3   | 4   | 3   | 5   | 4   | 4   | 35   | 5   | 4   | 4   | 3   | 4   | 5   | 4   | 3   | 4   | 36     | 71    |

## Campeones del pasado en el campo

### Pasaron el corte
| Jugador        | País              | Año(s) en que ganó | R1 | R2 | R3 | R4 | Total | Para par | Término |
| -------------- | ----------------- | ------------------ | -- | -- | -- | -- | ----- | -------- | ------- |
| Jason Day      | Australia         | 2015               | 70 | 66 | 77 | 70 | 283   | −1       | T9      |
| Rory McIlroy   | Irlanda del Norte | 2012, 2014         | 72 | 72 | 73 | 68 | 285   | +1       | T22     |
| Keegan Bradley | Estados Unidos    | 2011               | 74 | 70 | 73 | 70 | 287   | +3       | T33     |
| Jason Dufner   | Estados Unidos    | 2013               | 74 | 72 | 72 | 73 | 291   | +7       | T58     |
| Vijay Singh    | Fiyi              | 1998, 2004         | 75 | 70 | 79 | 70 | 294   | +10      | 66      |

### No pasaron el corte
| Jugador            | País           | Año(s) en que ganó | R1 | R2 | Total | Para par |
| ------------------ | -------------- | ------------------ | -- | -- | ----- | -------- |
| Jimmy Walker       | Estados Unidos | 2016               | 81 | 69 | 150   | +8       |
| Shaun Micheel      | Estados Unidos | 2003               | 73 | 77 | 150   | +8       |
| Pádraig Harrington | Irlanda        | 2008               | 79 | 72 | 151   | +9       |
| Phil Mickelson     | Estados Unidos | 2005               | 79 | 74 | 153   | +11      |
| Davis Love III     | Estados Unidos | 1997               | 78 | 75 | 153   | +11      |
| John Daly          | Estados Unidos | 1991               | 74 | 79 | 153   | +11      |
| Rich Beem          | Estados Unidos | 2002               | 82 | 72 | 154   | +12      |
| Y. E. Yang         | Corea del Sur  | 2009               | 76 | 79 | 155   | +13      |

## Nacionalidades en el campo
| Norte América (85)  | Sur América (3) | Europa (37)           | Oceanía (10)      | Asia (14) | África (7)    |
| ------------------- | --------------- | --------------------- | ----------------- | --------- | ------------- |
| Canadá (3)          | Argentina (1)   | Inglaterra (14)       | Australia (7)     | China (1) | Sudáfrica (7) |
| Estados Unidos (82) | Paraguay (1)    | Irlanda del Norte (2) | Fiyi (1)          | India (1) |               |
|                     | Venezuela (1)   | Escocia (2)           | Nueva Zelanda (2) | Japón (4) |               |
|                     | Irlanda (2)     |                       | Corea del Sur (7) |           |               |
| Austria (1)         | Tailandia (1)   |                       |                   |           |               |
| Bélgica (2)         |                 |                       |                   |           |               |
| Dinamarca (3)       |                 |                       |                   |           |               |
| Francia (1)         |                 |                       |                   |           |               |
| Italia (1)          |                 |                       |                   |           |               |
| Países Bajos (1)    |                 |                       |                   |           |               |
| España (4)          |                 |                       |                   |           |               |
| Suecia (4)          |                 |                       |                   |           |               |